# Refinado de aceites
El refinado del aceite es un proceso que persigue los siguientes objetivos:
- Eliminar los ácidos grasos libres, los cuales provocan el deterioro del producto final por hidrólisis. Se realiza por neutralización con lejía sódica o físicamente por destilación.
- Eliminar los fosfolípidos, también llamados gomas. Se produce el aglomerado de los mismos añadiendo un ácido débil, y después se pueden arrastrar fácilmente con agua.
- Eliminar los compuestos volátiles, los cuales generan mal olor y sabor. Se realiza mediante destilación a vacío y arrastre con vapor (striping).
- Eliminar otros contaminantes, como metales o pigmentos, mediante la adición de tierras decolorantes y/o carbón activo.

- Datos: Q9067428